# Anastásiyevskaya
Anastásiyevskaya (del ruso: Анастасиевская) es una stanitsa del raión de Slaviansk del krai de Krasnodar, en el sur de Rusia. Está situada entre los arrozales del delta del Kubán, 16 km al oeste de Slaviansk-na-Kubani y 90 al oeste de Krasnodar, la capital del krai. Tenía 10 569 habitantes en 2010.
Es cabeza del municipio Anastasiévskoye, al que pertenecen asimismo Jánkov, Prikubanski y Urma. Este municipio tiene una superficie de 191.65 km².

## Historia y demografía
La población fue fundada en 1865 sobre los asentamientos aledaños a los reductos Staroredutski y Yemanuelovski, parte del ókrug de Tamán. En ella se instalaron ocho familias de colonos campesinos, de las que siete provenían de la gubernia de Vóronezh. Recibió su nombre por la gran duquesa Anastasia Mijáilovna Románova. En 1868 eran ya 120 las familias instaladas, que incluían 829 personas, y en 1875 se constaban ya 2 420 habitantes (3 145 en 1880, 10 570 en 1909). Hasta 1920, año en que se construyó la Casa del Pueblo, pertenecía al otdel de Temriuk del óblast de Kubán. Se colectivizaron las tierras a principio de la década de 1930. Durante la Gran Guerra Patria fue ocupada por las tropas de la Alemania Nazi el 15 de agosto de 1942 y es liberada por el Ejército Rojo de la Unión Soviética el 31 de marzo de 1943. En 1971 el municipio contaba 13 324 personas y en 1989 tenía 12 190 habitantes.

## Demografía
| 1868 | 1875  | 1880  | 1909   | 1971   | 1989   | 2002   | 2010   |
| ---- | ----- | ----- | ------ | ------ | ------ | ------ | ------ |
| 829  | 2 420 | 3 145 | 10 570 | 13 324 | 12 190 | 11 061 | 10 569 |

### Composición étnica
De los 11 061 habitantes que había en 2002, el 94.7 % era de etnia rusa, el 2.2 % era de etnia ucraniana, el 1.1 % era de etnia armenia, el 0.4 % era de etnia bielorrusa, el 0.4 % era de etnia gitana, el 0.2 % era de etnia alemana, el 0.1 % era de etnia azerí, el 0.1 % era de etnia griega, el 0.1 % era de etnia adigué, el 0.1 % era de etnia tártara y el 0.1 % era de etnia georgiana

## Clima
El clima de la stanitsa es clima templado continental. La temperatura media del mes de enero es de -2 °C, la de julio es de 24°С. El depósito anual de precipitaciones alcanza los 580 mm.

## Lugares de interés
En el centro de la población se halla un complejo memorial en homenaje a los caídos durante la Gran Guerra Patria.

## Economía y transporte
El sector primario de la economía (agricultura y pesca) ocupa al 23.3 % de la población. Las principales compañías en la localidad son OOO Anasntasiyevskoye, OOO Slav-Agro PAOS OOO Teploseti, OOO Zhilkomusluti. El sector secundario (industria transformadora y construcción) ocupa al 24.3 %. El sector terciario (servicios) ocupa al 51.74 % de la población. Se extraen hidrocarburos en los alrededores (OAO PK Rosneft-Krasnodarneftegas).
La estación de ferrocarril más cercana se halla en Slaviansk-na-Kubani.

## Servicios sociales
En la localidad se hallan dos escuelas, dos jardines de infancia, una Escuela de Deportes para la Infancia y la Juventud, una Casa de Cultura, una biblioteca y un ambulatorio entre otros establecimientos.

## Personalidades
- Leónid Brin (*1928), escultor soviético y ruso.
- Vasili Ivanis (1888-1974), militar blanco.